# Marquesat de Ceva
El marquesat de Ceva va ser un antic estat de la família del aleramici a la Itàlia medieval, constituït com a resultat del desmembrament dels territoris que pertanyien a Bonifaci, marquès del Vasto

## Història

### Orígens
L'origen ha de remuntar-se a Bonifaci del Vasto, senyor de Savona i membre de la família dels Aleramici. A la seva mort els seus fills van lluitar pel llegat, i Anselm (?- 1140) es va convertir en el primer marquès de Ceva. Altres fills van esdevenir marquesos d'altres llocs com Manfred I, marques de Saluzzo], Guillem, marquès de Busca, Hug, marquès de Clavesana, Bonifaci, marques de Cortemilia, Enric, marquès de Finale i Odó Boveri que va ser comte de Loreto.
Els territoris d'Hug de Clavesana van esdevenir per herència una part integral dels que pertanyien a Anselm de Ceva i quan aquest va morir, el títol de marquès de Ceva va anar al seu fill Guillem, mentre que l'altra fill Bonifaci fou marquès de Clavesana.

### Desenvolupament i final

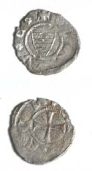
Monedes del període del marquesat.

El marquès de Ceva aviat es va dividir entre molts petits potentats resultat de les divisions a cada herència. Guillem hauria tingut molts fills i la fortuna i la glòria del Marquès va començar a declinar. El marquès Jordi II, anomenat Nano, per intentar aturar la guerra en curs entre els membres de la família, va haver de sotmetre's a Asti, que havia ajudat al vell marquès Guillem II a ampliar considerablement la superfície de Ceva al segle XII.
Ja debilitat per les guerres i lluites fratricides, el marquesat es va convertir en vassall d'Amadeu V de Savoia el 22 de febrer de 1313. Van seguir diverses vicissituds que van contraposar als marquesos de Saluzzo i als de Monferrat contra els angevins; llavors Ceva va jurar lleialtat a Joan II de Monferrat.
En 1352 suposadament perquè es va violar un acord amb la ciutat d'Asti, Milà va envair el marquesat de Ceva i van assetjar la capital Ceva, alhora defensada per un petit castell i una dèbil muralla, la qual va caure en mans dels Visconti. El gener de 1356 el marquès van atacar als invasors i els va expulsar de la ciutat. Com a resultat, els marquesos de Ceva van renovar la lleialtat a Joan de Monferrat i a Amadeu VIII de Savoia. Des de 1427 fou feudatari de Savoia.
Finalment al segle xv, el territori de Ceva estava tan dividit entre els membres de la família del marquès, que és difícil establir una cronologia dels governants d'aquell temps. D'altra banda des de 1457 la jurisdicció del marquesat es va dividir en dotze parts, anomenades Dozeni (Dotzena) o Capitanati (Capitania), que tenien al front a un marquès o un home designat per ell.

## Genealogia dels marquesos de Ceva fins a l'inici del segle XV[1]
- Anselm del Vasto (fill de Bonifaci del Vasto), marquès de Ceva 1125-1140 (hereta el marquesat de Clavesana)
  - Guillem I 1140-1204 (marquès de Ceva) 
    - Guillem II 1204-1229 (casat amb una filla de Manfred II de Saluzzo, només va tenir una fill, Aloísia de Ceva, morta vers 1292, casada amb Tomàs I de Saluzzo fill de Manfred III de Saluzzo)
    - Manuel I (+ 1253) (germà)
    - Lleó (+ abans de 1229)
    - Bonifaci I (II) (+ abans de 1229)
    - Jordi I (+ 1268)
      - Jordi (II) Nano (+1299) 
        - Jordi III (+ abans de 1324) 
          - Bonifaci II (III) (+ després de 1324)
          - Odó o Otó I (+ després de 1332)

        - Guillem III (+ després de 1324)
          - Frederic I, vassall de Manfred IV de Saluzzo el 4 de juliol de 1314
          - Josep, vassall de Manfred IV de Saluzzo el 4 de juliol de 1314
          - Amalric, vassall de Manfred IV de Saluzzo el 4 de juliol de 1314

        - Tomàs
        - Capucció o Capo
        - Balduí

  - Bonifaci I (+ després de 1223) marquès de Clavesana

possibles fills d'algun dels germans de Frederic I o d'aquest mateix
- Francesc, mort abans de 1385
  - Gerard (+ després de 1385)
    - Joan I (+ després de 1401)
    - Lluc (+ després de 1401)
    - Agamenó (+ després de 1401)
- Jordi mort després de 1385
  - Guillem IV (+ després de 1401)
  - Joan II (+ després de 1401)
- Carles (+ després de 1385)
  - Bonifaci III (IV) (+ després de 1401)
  - Galeot (+ després de 1401)
- Odó II (casat amb Elionor del Carreto 
  - Manfred (+ després de 1401)
  - Joan III (+ després de 1401)
- Aimon (+ després de 1385)
- Zanon (+ després de 1385)
- Cristòfol (+ després de 1401)
- Jordi (+ després de 1385)
  - Galeàs (+ després de 1401)
  - Odó III